# 银肩果鸠
银肩果鸠（学名：Ptilinopus tannensis），是鸽形目鸠鸽科的一种鸟类。

## 特征
银肩果鸠体重约208克，翼长约148.5毫米，嘴峰长约21.5毫米，喙宽度约5.1毫米，喙厚度约4.6毫米，跗蹠长约25.5毫米，尾长约76.2毫米。银肩果鸠在其分布区内为留鸟，其栖息在半开放的高大的树木组成的森林中，食性为草食性，主要食物来源是水果。

## 分布
瓦努阿图和班克斯群岛。